# Cemitério de Kerepesi
O cemitério de Kerepesi (em húngaro: Kerepesi temető) é, juntamente com o Új köztemető, um cemitério de Budapeste.